# 안도 아오이
안도 아오이(일본어: 安藤 阿雄依, 2005년 1월 4일~)는 일본의 축구 선수이다.

## 구단 경력
그는 2023년 J2리그의 시미즈 에스펄스에 입단했다. 2023년 J3리그의 아술 클라로 누마즈로 임대 이적했다. 2024년 시미즈 에스펄스로 복귀했다. 2025년 일본 풋볼 리그의 오키나와 SV로 이적했다.